# Carpoapseudes
Carpoapseudes är ett släkte av kräftdjur. Carpoapseudes ingår i familjen Apseudidae.
Kladogram enligt Catalogue of Life:
| Carpoapseudes | \| \| Carpoapseudes auritochelis \| \| \| \| \| \| Carpoapseudes austroafricanus \| \| \| \| \| \| Carpoapseudes bacescui \| \| \| \| \| \| Carpoapseudes caraspinosus \| \| \| \| \| \| Carpoapseudes kudinovae \| \| \| \| \| \| Carpoapseudes laubieri \| \| \| \| \| \| Carpoapseudes longissimus \| \| \| \| \| \| Carpoapseudes menziesi \| \| \| \| \| \| Carpoapseudes oculicornutus \| \| \| \| \| \| Carpoapseudes serratispinosus \| \| \| \| \| \| Carpoapseudes simplicirostris \| \| \| \| |
|               | \| \| Carpoapseudes auritochelis \| \| \| \| \| \| Carpoapseudes austroafricanus \| \| \| \| \| \| Carpoapseudes bacescui \| \| \| \| \| \| Carpoapseudes caraspinosus \| \| \| \| \| \| Carpoapseudes kudinovae \| \| \| \| \| \| Carpoapseudes laubieri \| \| \| \| \| \| Carpoapseudes longissimus \| \| \| \| \| \| Carpoapseudes menziesi \| \| \| \| \| \| Carpoapseudes oculicornutus \| \| \| \| \| \| Carpoapseudes serratispinosus \| \| \| \| \| \| Carpoapseudes simplicirostris \| \| \| \| |
|               | Apseudes |
|               | |
|               | Atlantapseudes |
|               | |
|               | Leviapseudes |
|               | |
|               | Pectinapseudes |
|               | |
|               | Tuberapseudes |
|               | |
|               | Typhlapseudes |
|               | |
|               | Carpoapseudes auritochelis |
|               | |
|               | Carpoapseudes austroafricanus |
|               | |
|               | Carpoapseudes bacescui |
|               | |
|               | Carpoapseudes caraspinosus |
|               | |
|               | Carpoapseudes kudinovae |
|               | |
|               | Carpoapseudes laubieri |
|               | |
|               | Carpoapseudes longissimus |
|               | |
|               | Carpoapseudes menziesi |
|               | |
|               | Carpoapseudes oculicornutus |
|               | |
|               | Carpoapseudes serratispinosus |
|               | |
|               | Carpoapseudes simplicirostris |
|               | |

|  | Carpoapseudes auritochelis    |
|  |                               |
|  | Carpoapseudes austroafricanus |
|  |                               |
|  | Carpoapseudes bacescui        |
|  |                               |
|  | Carpoapseudes caraspinosus    |
|  |                               |
|  | Carpoapseudes kudinovae       |
|  |                               |
|  | Carpoapseudes laubieri        |
|  |                               |
|  | Carpoapseudes longissimus     |
|  |                               |
|  | Carpoapseudes menziesi        |
|  |                               |
|  | Carpoapseudes oculicornutus   |
|  |                               |
|  | Carpoapseudes serratispinosus |
|  |                               |
|  | Carpoapseudes simplicirostris |
|  |                               |